# محمد عبد العزيز البدر
محمد عبد العزيز البدر ، (1932 - 2017) عسكري كويتي، وهو أحد قادة المقاومة الكويتية وأعلى رتبة عسكرية بقيت في الكويت إبان الغزو العراقي للكويت عام 1990 وكان ضمن أعضاء اللجنة العليا لإدارة الكويت أثناء الغزو، ومؤسس اللجنة الأولمبية للرياضة العسكرية في القوات المسلحة الكويتية، ومن مؤسسي نادي كاظمة «النهضة آنذاك». توفى في 11 مارس 2017.

## محطات من حياته

الفريق محمد البدر (فى المنتصف) علي الجبهه السوريه عام 1973

٭ خريج الكلية الحربية من مصر عام 1959 تخصص سلاح المدفعية.
٭ انتدب للعمل في مجلس الوزراء في أواسط الثمانينيات لرئاسة لجنة متابعة القرارات الأمنية.
٭ أسس اللجنة الاولمبية للرياضة العسكرية في القوات المسلحة.
٭ من مؤسسي نادي النهضة (كاظمة حاليا).
٭ أعاد تنظيم الجيش والتركيز على التدريب الميداني.
٭ أطول فترة شغلها في القوات المسلحة عندما تسلم قائد سلاح المدفعية.
٭ حمل رتبة عقيد وأصبح مدير العمليات، ثم نائب رئيس الأركان ومدير العمليات ورقي إلى رتبة لواء بعد الغزو.
٭ انتسب للقوات المسلحة كملازم عام 1960 وترقى في المناصب إلى ان أصبح عميدا ونائب رئيس الأركان لشؤون العمليات.
٭ نائب قائد الكتيبة الكويتية التي شاركت في حرب 1967 على الجبهة المصرية.
٭ أحد القادة الميدانيين في المقاومة أثناء الاحتلال العراقي للكويت.
٭ تولى الاشراف والتخطيط على إقامة السياج الشائك لمنع التسلل بين الكويت والعراق بعد التحرير، وكذلك تنظيم مدينة الكويت والواجهة البحرية من الناحية الأمنية.
٭ رئيس لجنة إزالة التعديات على أملاك الدولة التابعة لمجلس الوزراء.

## الأوسمة
| الشريط | الوسام                        | البلد | التاريخ | ملاحظات                                                                             | مرجع  |
| ------ | ----------------------------- | ----- | ------- | ----------------------------------------------------------------------------------- | ----- |
|        | نوط الجمهورية العسكري         | مصر   | 1968    | قلده الرئيس جمال عبد الناصر في عام 1968 وهو برتبة مقدم.                             | [ 6 ] |
|        | وسام السادس من تشرين          | سوريا | 1973    | عن كونه كان المشرف المباشر على أعمال قوة الجهراء المرسلة للجولان في سوريا عام 1973. | [ 6 ] |
|        | وسام الشجاعة من الدرجة الأولى | سوريا | 1973    | عن كونه كان المشرف المباشر على أعمال قوة الجهراء المرسلة للجولان في سوريا عام 1973. | [ 6 ] |